# Wincenty Galica
Wincenty Galica (ur. 29 października 1916 w Zakopanem, zm. 21 maja 2010 tamże) – uczestnik kampanii wrześniowej, więzień niemieckich obozów koncentracyjnych, lekarz, działacz społeczny.

## Życiorys
Szkołę powszechną ukończył w Poroninie, a gimnazjum – w Zakopanem. Ukończył Dywizyjny Kurs Podchorążych Rezerwy przy 4 pułku Strzelców Podhalańskich w Cieszynie i następnie przydzielony został do 1 pułku Strzelców Podhalańskich w Nowym Sączu.
Uczestniczył w kampanii wrześniowej jako dowódca 1 plutonu 5 kompanii 1 pułku Strzelców Podhalańskich w stopniu plutonowego podchorążego. Wzięty do niewoli sowieckiej, z której trzykrotnie uciekał, dostał się do niewoli niemieckiej. Uciekł ponownie podczas transportu do stalagu w Lamsdorf. Po powrocie do Zakopanego działał w ruchu oporu, był łącznikiem-kurierem na trasie Zakopane-Kraków-Warszawa. 11 sierpnia 1941 roku został aresztowany i torturowany przez Gestapo w zakopiańskim „Palace” oraz w więzieniu w Tarnowie. Został zesłany do obozu koncentracyjnego Auschwitz-Birkenau (nr obozowy 27 164) a następnie przeniesiony do KL Mauthausen-Gusen (nr obozowy 274) i KL Sachsenhausen (nr obozowy 51 241).
W latach 1946–1952 studiował medycynę na Akademii Medycznej w Krakowie. Po ukończeniu studiów pracował do 1955 roku w Instytucie Onkologii w Krakowie, a następnie w pracowni radiologicznej w Zakopanem.
Był współzałożycielem Związku Podhalan a w latach 1973–1976 jego prezesem. W roku 1993, wspólnie z Marianem Polaczykiem i Władysławem Szepelakiem, urządził w willi „Palace” Muzeum Walki i Męczeństwa Palace Katownia Podhala.
Został pochowany na zakopiańskim Nowym Cmentarzu przy ul. Nowotarskiej (kw. N1-1-2).

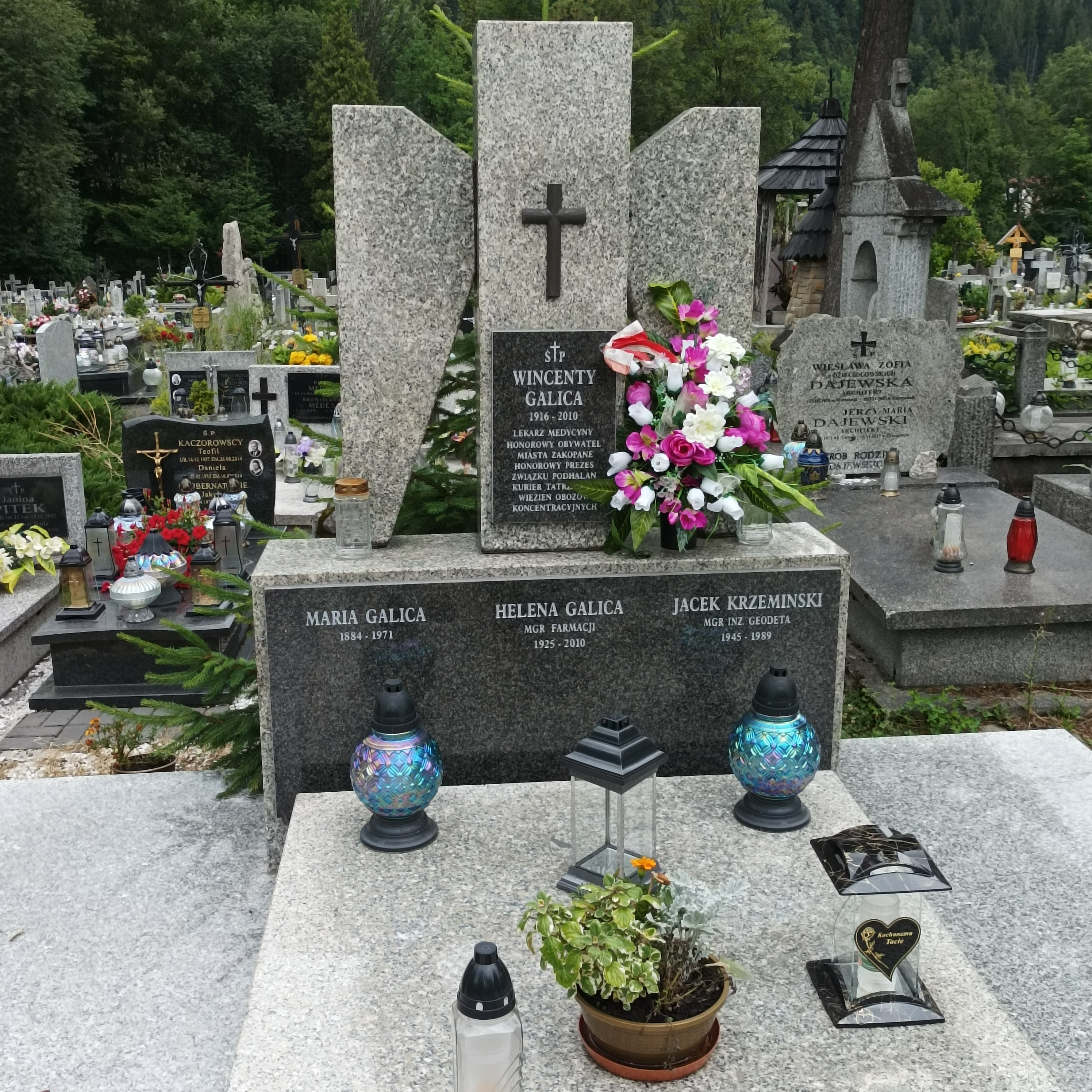
grób Wincentego Galicy na Nowym Cmentarzu w Zakopanem

## Odznaczenia
- Krzyż Oficerski Orderu Odrodzenia Polski[1]
- Krzyż Kawalerski Orderu Odrodzenia Polski nadany przez Radę Państwa w 1982
- Złoty Krzyż Zasługi nadany przez Radę Państwa w 1970
- Krzyż Oświęcimski nadany przez Radę Państwa w 1986[1]
- Krzyż Armii Krajowej nadany przez Prezydenta Rzeczypospolitej w 1997[1]
- Odznaka Zasłużonego Działacza Kultury nadana przez Ministra Kultury i Sztuki w 1981
- Odznaka Weterana Walk o Niepodległość w 1995
- Odznaka honorowa „Za Zasługi dla Związku Kombatantów RP i Byłych Więźniów Politycznych” w 1999
- Złota Odznaka za Zasługi dla Zakopanego w 1978
- Odznaka Honorowego Członka Związku Podhalan w 1981.